# 続々々々・テレビまんが懐かしのB面コレクション
続々々々・テレビまんが懐かしのB面コレクション（ぞくぞくぞくぞく・テレビまんがなつかしのびーめんコレクション）は、日本コロムビアから1996年2月21日にリリースされたアニメソングのコンピレーション・アルバムである。『テレビまんが懐かしのB面コレクションシリーズ』第5弾にあたる。なお、2006年6月21日にはデジタル・リマスター仕様で再発売された。

## 解説
- 本作は1983年から1988年までに放送開始されたアニメの主題歌のB面曲（エンディングテーマ・サブテーマ）をCD2枚組で全44曲収録している。
- DISC1は1983年5月から1986年10月までに放送開始されたアニメのエンディング主題歌を、DISC2には1987年1月から1988年10月までに放送開始されたアニメのエンディング主題歌が収録されている。
- 本作より、歌詞カード内の放映期間の上に記載されていた作品名タイトルと（番組ロゴタイトルのみの表記）、総本数の前に記載されていたカラー、モノクロなどの放送形態表記が廃止された。
- 本作の放送期間中にスタートした『オバケのQ太郎』（第3作）、『オズの魔法使い』、『地上最強のエキスパートチーム G.I.ジョー』の主題歌はコロムビアからリリースされているのにもかかわらず本作には収録されていない。

## 収録曲

### DISC 1
1. うちの親分
  - 作詞：冬杜花代子、作曲：小林亜星、編曲：高田弘、歌：松島みのり、藤田淑子
  - フジテレビ系「ベムベムハンターこてんぐテン丸」エンディングテーマ
2. 恋する気持ちはドーナツの中
  - 作詞：佐藤ありす、作曲：古田喜昭、編曲：石田かつのり、歌：アイ高野
  - フジテレビ系「OKAWARI-BOY スターザンS」エンディングテーマ
3. WING LOVE
  - 作詞：竜真知子、作曲：林哲司、編曲：奥慶一、歌：山中のりまさ
  - テレビ朝日系「夢戦士ウイングマン」エンディングテーマ
4. 優しい友達
  - 作詞：佐藤ありす、作曲：小林亜星、編曲：青木望、歌：山野さと子
  - ABC系「とんがり帽子のメモル」エンディングテーマ
5. ハートフル　ホットライン
  - 作詞：吉田健美、作曲：渡辺宙明、編曲：藤田大土、歌：かおりくみこ
  - TBS系「ビデオ戦士レザリオン」エンディングテーマ
6. ネコは言いたい
  - 作詞：伊藤アキラ、作曲：渡辺岳夫、編曲：高田弘、歌：武内宏
  - テレビ朝日系「オヨネコぶーにゃん」エンディングテーマ
7. 君にWoo･･･!
  - 作詞：寺田憲史、作、編曲：河内淳一、歌：STR!X
  - フジテレビ系「よろしくメカドック」エンディングテーマ
8. ちいさい○（マル）がひろがって
  - 作詞：冬杜花代子、作曲：渡辺岳夫、編曲：チト河内、歌：堀江美都子
  - フジテレビ系「森のトントたち」エンディングテーマ
9. ライバル360度～恋愛発展可能性0～
  - 作詞、作曲：古田喜昭、編曲：川上了、歌：小林直子、小林明子
  - ABC系「はーいステップジュン」エンディングテーマ
10. Dream of you
  - 作詞：篠塚満由美、作曲：和泉常寛、編曲：川上了、歌：堀江美都子
  - テレビ朝日系「藤子不二雄ワイド」エンディングテーマ
11. マイウェイ猿丸
  - 作詞：高田ひろお、作曲：小林亜星、編曲：筒井広志、歌：水木一郎
  - テレビ朝日系「プロゴルファー猿」エンディングテーマ[1]、「新プロゴルファー猿」オープニングテーマ
12. あしたのワンダーランド
  - 作詞：冬杜花代子、作、編曲：越部信義、歌：橋本潮
  - NHK「へーい!ブンブー」エンディングテーマ
13. 未来学園TORAD
  - 作詞、作曲：古田喜昭、編曲：有澤孝紀、歌：WAFFLE
  - テレビ朝日系「コンポラキッド」エンディングテーマ
14. 夢光年
  - 作詞：阿久悠、作曲：鈴木キサブロー、編曲：和泉一弥、歌：影山ヒロノブ、コーラス:こおろぎ'73
  - テレビ朝日系「宇宙船サジタリウス」エンディングテーマ
15. パティの日曜日
  - 作詞、作曲：小坂明子、編曲：信田かずお、歌：山野さと子
  - ABC系「メイプルタウン物語」エンディングテーマ
16. ロマンティックあげるよ
  - 作詞：吉田健美、作曲：いけたけし、編曲：田中公平、歌：橋本潮
  - フジテレビ系「ドラゴンボール」エンディングテーマ
17. TOMORROW
  - 作詞：寒太郎、作曲：木森敏之、編曲：矢野立美、歌：宮内タカユキ
  - テレビ朝日系「銀牙 -流れ星 銀-」エンディングテーマ
18. 仲良しピグコとミドリちゃん
  - 作詞：谷のぼる、作、編曲：菊池俊輔、歌：大杉久美子
  - 映画「ウルトラマンキッズ M7.8星のゆかいな仲間」挿入歌[2]
19. ため息
  - 作詞：なかにし礼、作曲：坂田晃一、編曲：島津秀雄、歌：ダ・カーポ
  - 日本テレビ系「青春アニメ全集」挿入歌[3]
20. サニー･サイド物語（ストーリー）
  - 作詞：竜真知子、作曲：和泉常寛、編曲：松井忠重、歌：橋本潮、コーラス:こおろぎ'73
  - テレビ東京系「Oh!ファミリー」エンディングテーマ
21. 永遠ブルー
  - 作詞：竜真知子、作曲：松澤浩明、山田信夫、河野陽吾、編曲：MAKE-UP、歌：MAKE-UP
  - テレビ朝日系「聖闘士星矢」エンディングテーマ[4]
22. もっとブ鬼゛ウ鬼゛
  - 作詞：佐藤ありす、作曲：いけたけし、編曲：山中紀昌、歌：つかせのりこ、コーラス：こおろぎ'73
  - 日本テレビ系「ドテラマン」エンディングテーマ

### DISC 2
1. もっとフレンド
  - 作詞、作曲：小坂明子、編曲：有澤孝紀、歌：山野さと子
  - ABC系「新メイプルタウン物語 パームタウン編」エンディングテーマ[5]
2. ウルトラBにチュッ!
  - 作詞：高田ひろお、作、編曲：菊池俊輔、歌：ぶんけかな、こおろぎ'73
  - テレビ朝日系「ウルトラB」エンディングテーマ[6]
3. ジョークDE猛ダッシュ
  - 作詞：谷穂ちろる、作曲：Frankie T.、編曲：松井忠重、歌：こおろぎ'73
  - テレビ東京系「げらげらブース物語」エンディングテーマ
4. 不思議 Angel
  - 作詞：松本一起、作、編曲：奥慶一、歌：橋本潮
  - テレビ朝日系「エスパー魔美」エンディングテーマ[7]
5. 君はトランスフォーマー
  - 作詞：山川啓介、作曲：根岸孝旨、編曲：石田勝範、歌：影山ヒロノブ
  - 日本テレビ系「トランスフォーマー ザ・ヘッドマスターズ」エンディングテーマ
6. スーパーウォーズ
  - 作詞：吉元由美、作曲タケカワユキヒデ、編曲：KAZZ TOYAMA、歌：織田純一郎、Ammy
  - ABC系「ビックリマン」エンディングテーマ
7. ドタバタでともだち
  - 作詞：伊藤アキラ、作曲：岸正之、編曲：山中紀昌、歌：橋本潮
  - テレビ東京系「おらぁグズラだど」エンディングテーマ
8. 朝焼けの中で
  - 作詞：森田由美、作曲：有澤孝紀、編曲：山本健司、歌：山野さと子、森の木児童合唱団
  - 日本テレビ系「仮面の忍者 赤影」エンディングテーマ
9. SWEET SOUL MUSIC
  - 作詞：白峰美津子、作曲：PAM RESWELL、編曲：林有三、歌：当山ひとみ
  - テレビ東京系「マンガ日本経済入門」エンディングテーマ
10. 私の町はメリー･ゴーランド
  - 作詞：山上路夫、作曲：森田公一、編曲：青木望、歌：橋本潮、森の木児童合唱団
  - ABC系「グリム名作劇場」エンディングテーマ
11. 希望への旅
  - 作詞：さがらよしあき、作曲：小川哲夫、編曲：奥慶一、歌：織田純一郎
  - 日本テレビ系「闘将!!拉麵男」エンディングテーマ
12. おそ松くん音頭
  - 作詞：森雪之丞、作曲：中山大三郎、編曲：竜崎孝路、歌：細川たかし
  - フジテレビ系「おそ松くん」エンディングテーマ
13. オイラ　ハゲ丸
  - 作詞：のむらしんぼ、作曲：クニ河内、編曲：京田誠一、歌：つかせのりこ
  - テレビ朝日系「つるピカハゲ丸くん」エンディングテーマ
14. マジカルBoy マジカルHeart
  - 作詞：神原冬子、作曲：池毅、編曲：山本健司、歌：守谷香
  - フジテレビ系「キテレツ大百科」初代エンディングテーマ
15. Go!Go!マイフレンド
  - 作詞：佐藤ありす、作曲：有澤孝紀、編曲：京田誠一、歌：堀江美都子
  - テレビ東京系「どんどんドメルとロン」エンディングテーマ
16. ハローグッバイ〜終わらないパレード
  - 作詞：佐藤ありす、作曲：森田公一、編曲：戸塚修、歌：堀江美都子
  - テレビ朝日系「いきなりダゴン」エンディングテーマ
17. 燃えろ！トランスフォーマー
  - 作詞：竜真知子、作、編曲：川崎真弘、歌：五十嵐寿也、森の木児童合唱団
  - 日本テレビ系「トランスフォーマー 超神マスターフォース」エンディングテーマ
18. 夢見るトッポ･ジージョ
  - 作詞：冬杜花代子、作曲：森田公一、編曲：高田弘、歌：山野さと子、コーラス：こおろぎ'73
  - ABC系「トッポ・ジージョ」エンディングテーマ
19. 野ばらの肖像
  - 作詞：白峰美津子、作曲：南部昌江、編曲：奥慶一、歌：守谷香
  - テレビ東京系「ハロー!レディリン」エンディングテーマ
20. ぼくが飛んでた･･･
  - 作詞：藤子不二雄Ⓐ、作曲：見岳章、編曲：高田弘、歌：堀江美都子、コーラス:こおろぎ'73
  - テレビ朝日系「藤子不二雄Ⓐワールド」、「ビリ犬なんでも商会」エンディングテーマ
21. DON'T YOU…?
  - 作詞：岡田ふみ子、作曲：芹澤廣明、編曲：青木望、歌：堀江美都子、タイム・ファイブ
  - フジテレビ系「ひみつのアッコちゃん」エンディングテーマ
22. おかえりなさい
  - 作詞：伊藤アキラ、作曲：小坂明子、編曲：松井忠重、歌：橋本潮
  - ABC系「ハーイあっこです」初代エンディングテーマ